# Духовное управление мусульман Республики Адыгея и Краснодарского края
Духо́вное управле́ние мусульма́н Респу́блики Адыге́я и Краснода́рского кра́я (сокр. ДУМ РА и КК) — региональная организация мусульман (муфтият) Республики Адыгеи и Краснодарского края. Входит в Координационный центр мусульман Северного Кавказа.

## История
ДУМ РА И КК было создано 20 апреля 1991 года на первом Съезде мусульман, который состоялся в Адыгее, в ауле Адамий. Место было избрано в знак того, что последний официальный Съезд мусульман региона состоялся в 1927 года в этом же ауле.
В работе съезда участвовали делегаты из всех населённых пунктов Республики Адыгея и Краснодарского края, с компактным проживанием мусульман. И на нём был избран первый муфтий духовного управления — Мос Чениб, черкес-репатриант из Иордании.
13 марта 1993 года на очередном съезде мусульман Республики Адыгея и Краснодарского края был принят Устав ДУМ РА и КК.
25 апреля 1998 года, 20 ноября 2002 года, 24 ноября 2004 года и 12 ноября 2008 года устав дополнялся, утверждениями Съезда ДУМ РА и КК.

## Деятельность
ДУМ РА и КК ведёт свою деятельность, в целях совместного исповедания и распространения Ислама на территории Республики Адыгея и Краснодарского края, согласно Уставу, принятому на Съезде мусульман.
Согласно Уставу ДУМ РА и КК проводит следующие мероприятия:
- обучение основам Ислама и арабского языка при мечетях Республики Адыгея и Краснодарского края;
- участие в различных мероприятиях по духовно-нравственному воспитанию граждан Республики Адыгея и Краснодарского края;
- регулярное проведения работ Исполкома и Совета, а также Съезда мусульман.
- проведение встреч с мусульманами в населённых пунктах Республики Адыгея и Краснодарского края;
- проведение семинаров, конференций и т.д.;
- издание исламской литературы;
- выступления в различных СМИ;

В настоящее время в Духовное управление мусульман Республики Адыгея и Краснодарского края (ДУМ РА и КК) входят 12 районных и 3 городских религиозных организаций мусульман, которым подведомственны 40 общин в Республике Адыгея и 7 общин на территории Краснодарского края.

## Председатели (муфтии)
- Мос Чениб: 1991—1995 года.
- Саид Хуако: 1995—1997 года.
- Евтых Аслан Цикузиевич: 1997—1998 года.
- Хачемизов, Аскарбий Хаджимосович: 1998—2000 года.
- Шумафов Энвер Мишаустович: 2000—2002 года.
- Емиж Нурбий Моссович: 2002—2013 года.
- Карданов, Аскарбий Хаджибиевич: с 24 ноября 2012 года — по настоящее время.

## Издания
При ДУМ РА и КК выпускается ежемесячная газета — «Свет», а также выпускается телепередача — «Азан».
ДУМ РА и КК выпущены книги — «Неугасимый свет Ислама» и «Взгляд на Ислам через призму наук».